# Filippo Ciampanelli
Filippo Ciampanelli (ur. 30 lipca 1978 w Novarze) – włoski duchowny katolicki, od 2024 podsekretarz Dykasterii ds. Kościołów Wschodnich, biskup.

## Życiorys
8 czerwca 1996 otrzymał święcenia kapłańskie i został inkardynowany do diecezji Novara. Otrzymał przygotowanie do służby dyplomatycznej na Papieskiej Akademii Kościelnej. W 2009 rozpoczął pracę w nuncjaturze apostolskiej w Gruzji. Następnie był sekretarzem nuncjatury na Białorusi (2012–2015). W 2015 został pracownikiem sekcji I Sekretariatu Stanu Stolicy Apostolskiej.
15 kwietnia 2024 został mianowany przez papieża Franciszka podsekretarzem Dykasterii ds. Kościołów Wschodnich. 12 stycznia 2025 papież Franciszek podniósł go do godności biskupiej, nadając zarazem stolicę tytularną Aquae in Mauritania. Sakry udzielił mu 19 lutego 2025 kardynał Claudio Gugerotti.